# Mallinella tridentata
Mallinella tridentata là một loài nhện trong họ Zodariidae.
Loài này thuộc chi Mallinella. Mallinella tridentata được Robert Bosmans & van Hove miêu tả năm 1986.